# Balatdanişment, Harmancık
Balatdanişment là một xã thuộc huyện Harmancık, tỉnh Bursa, Thổ Nhĩ Kỳ. Dân số thời điểm năm 2011 là 127 người.